# Plasencia del Monte
Plasencia del Monte es una localidad de España, en la provincia de Huesca, comunidad autónoma de Aragón. Pertenece a la Comarca de Hoya de Huesca en el municipio de La Sotonera, se encuentra a 20 km de la capital.

## Geografía humana

### Demografía
| Gráfica de evolución demográfica de Plasencia del Monte entre 1842 y 1970 |
| |
| Población de derecho según los censos de población del INE Población de hecho según los censos de población del INEEn estos censos se denominaba Plasencia: 1842, 1857, 1860, 1877, 1887, 1897, 1900 y 1910 Entre el censo de 1981 y el anterior, este municipio desaparece porque se agrupa en el municipio 22904 (La Sotonera) |

| 1970 | 2000 | 2001 | 2002 | 2003 | 2004 | 2015 |
| ---- | ---- | ---- | ---- | ---- | ---- | ---- |
| 240  | 104  | 102  | 108  | 99   | 96   | 92   |

## Historia
- El 5 de abril de 1097 el rey Pedro I de Aragón ordenó que el sacristán de la catedral de Jaca pusiese un canónigo en la iglesia de "Placencia" (Ubieto Arteta,Colección diplomática de Pedro I, nº.30,p.253)
- En 1279 la iglesia era de la Sacristía de Huesca (Rius, Rationes, p. 17)
- En 1414 Plasencia era de la orden del Hospital (Arroyo, División, p.98)
- En 1566 era de la orden del Hospital (Durán, Un informe, p. 295)
- En 1610 era de la orden del Hospital (Labaña, p. 52)
- En 1845, según Madoz, Plasencia tenía:
  - 60 casas que forman cuerpo de población
  - 2 plazas y varias calles de buen piso, si bien de mala policía
  - Escuela de instrucción primaria concurrida por 15 o 20 alumnos
  - Casa consistorial y cárcel
- Hasta 1910 se llamó Plasencia
- Desde 1920 se llama Plasencia del Monte
- En 1973 se fusiona con Bolea, Esquedas, Lierta y Quinzano para formar el nuevo municipio de La Sotonera, con capitalidad en Bolea

En la novela de guerra de Ricardo Fernández de la Reguera,"Cuerpo a tierra", ambientada en la Guerra Civil y  protagonista un soldado del bando nacional, en el capítulo 18 su Unidad está destacada en ese momento en Plasencia del Monte.